# Тоні Чурський
Антон „Тоні“ Чурський (англ. Tony Chursky; нар. 13 червня 1953, Нью-Вестмінстер, Британська Колумбія, Канада) — канадський футболіст українського походження, воротар.

## Клубна кар'єра
Народився в Нью-Вестмінстері, Британська Колумбія, в родині етнічних українців. Зростав у Ванкувері, навчався в Університеті Саймона Фрейзера, де отримав науковий ступінь з англійської літератури.
У 1976 році приєднався до «Сіетл Саундерз» з Північноамериканської футбольної ліги (NASL), де продемонстрував найкращий результат серед воротарів ліги. Незважаючи на це, не отримав жодного офіційного визнання, як потрапляння до Команди всіх зірок або звання Новачок року. Відігграв три сезони за «Сіетл Саундерс». У січні 1979 року його обміняли в «Каліфорнії Серф» на Ела Троста. По ходу вище вказаного сезону «Серф» відпустили його вільним агентом до «Чикаго Стінг». Зрештою, Тоні опинився в «Торонто Бліззард». Зіграв у 145 матчах регулярного сезону NASL та 11 поєдинках плей-оф, включаючи Soccer Bowl 1977 проти «Нью-Йорк Космос». Незважаючи на видатну кар'єру, запам'ятався багатьом помилкою, яка в серпні 1977 року призвела до першого голу за «Космос» Пеле у фінальному матчі у воротах «Саундерс». Чурський відбив удар, потім поклав м'яч на землю і почав дриблювати у бік своїх воріт. Форвард Космоса Стів Гант кинувся на Чурського, який через те, що був глухий на одне вухо, не чув підказок одноклубників. Гант відібрав м'яч, провів його до воріт Сієтла, переслідувався Чурським, та відзначився першим голом у матчі. «Саундерс» зрівняли рахунок перед перервою. Після цього Джорджо Кіналья відзначився голом, й допоміг «Космос» виграти матч у другому таймі. Найкращим шансом «Саундерс» зрівняти рахунок був удар низои Стіва Баттла, який пройшов повз ворота.
Тоні принаймні два сезони грав на професіональному рівні у футзальній MISL за «Такома Старс».

## Кар'єра в збірній
1 серпня 1973 року, ще будучи невідомим аматором, зробив вражаючий дебют у воротах збірної Канади в програному (1:3) поєдинку проти Польщі в Торонто. Згодом провів 19 матчів за національну збірну. Востаннє футболку національної команди одягав 14 жовтня 1981 року в переможному (2:1) поєдинку проти Гваделупи в Пуент-а-Пітр. У перерві він замінив Тіно Леттьєрі.
Також був одним з гравців збірної Канади на Панамериканських іграх 1975 року.

## Особисте життя
Його син Алекс Чурський нині є помічником тренера з легкої атлетики в Університеті Сіетла, виступав за молодіжну збірну Канади.
Після завершення футбольної кар'єри викладав і тренував студентську команду в Академії Чарльза Райта в Такомі, штат Вашингтон. Він також працював учителем англійської мови в ENS (Emirates National School).

## Письменницька кар'єра
У 2019 році він був співавтором Саундерс разом; «Друзі назавжди» зі своїм другом і напарником по «Сіетл Саундерс» Адріаном Вебстером.